# 民众动员委员会
民众动员委员会（简称“动委会”）是抗日战争前期中国国民党与国民政府在各级地方政权下设立的民众动员机构。由于中国共产党的积极参与，成为国共合作的抗日民族统一战线组织。主要工作内容是宣传鼓动民众的抗日意识以发动群众、慰问伤兵、劳军、监督基层吏治、加强县以下基层政权建设，组训民众、组建民众自卫武装等。

## 历史
1936年9月8日，国民政府通令全国人民服兵役。抗战前，国民革命军共170余万人，编为182个步兵师、46个独立步兵旅，9个骑兵师，6个独立骑兵旅，4个炮兵旅、20个独立炮兵团；编为83个军。海军舰艇109艘总排水量7.8万吨；空军作战飞机314架编为9个飞行大队、12处机场。
1937年7月17日，蒋介石发表庐山谈话：“地无分南北，人无分老幼，无论任何人皆有守土抗战之责任”；标志了国民政府民众动员之开端。1937年8月1日，国民政府军事委员会成立国家总动员设计委员会。8月13日国家总动员设计委员会民众指导组制定了《战时民众团体工作指导纲要草案》，指定各省市原有民众团体联合组织有系统的“抗敌后援会”，受当地党政军机关的指挥。随后，行政院制定了《抗敌后援会组织及工作大纲》。1937年8月6日在南京召开国防会议，制定了“全面抗战采取持久消耗战略”的方针。
1937年9月山西抗战激烈时，阎锡山与中共代表周恩来谈判，达成一致于1937年9月20日在太原成立“第二战区民族革命战争战地总动员委员会”（简称“战动总会”），在二战区所辖各县、区、村设立动员委员会，为地方权力机关。此后，第五战区、安徽、陕西、河南、山东、广东等省也相继设立了民众动员委员会。
1937年12月8日，国民政府军事委员会颁布《各省市县动员委员会组织大纲》，要求各地党政军联席会议改组为动员委员会。
1938年3月29曰至4月1曰，在武汉召开中国国民党临时全国代表大会，通过了《中国国民党抗战建国纲领》，“团结全国之民众，实现总动员之效能”，第三章“民众动员”第二十五条“发动全国民众，组织农、工、商、学各职业团体，改善而充实之，使有钱者出钱，有力者出力，为争取民族生存之抗战而动员”。这说明中国国民党认同了民众动员全面抗战策略并向全国推广。中国国民党临时全国代表大会还通过了《改进战时县政机构促进抗战力量案》，即“新县政”，一直推行到1948年在国共内战中失败为止。
1938年10月4日，国民政府军事委员会政治部制定了《战时民众动员指导纲要》，规定“各地动员委员会之指导设计工作；各地抗敌后援会之宣传慰劳、救济、征募、侦察等工作”。
1939年3月12日国民政府颁布《国民精神总动员纲领》，开始在全国厉行精神总动员；国防最高委员会颁布《国民精神总动员实施办法》。中共积极响应和拥护这一运动，随即发布《中国共产党中央委员会为开展国民精神总动员运动告全党同志书》，指出“精神动员即政治动员，它不依靠于强迫命令，而依靠人民之政治的自觉”,“只有经过民主方式，经过宣传鼓动，才能推动全国人民，造成压倒敌人刷新自己的巨潮。”毛泽东在《论持久战》中概括为：“什么是政治动员呢？首先是把战争的政治目的告诉军队和人民。必须使每个士兵每个人民都明白为什么要打仗，打仗和他们有什么关系。。。。单单说明目的还不够，还要说明达到此目的的步骤和政策，就是说，要有一个政治纲领。。。。怎样去动员？靠口说，靠传单布告，靠报纸书册，靠戏剧电影，靠学校，靠民众团体，靠干部人员。。。。不是一次动员就够了，抗日战争的政治动员是经常的。不是将政治纲领背诵给老百姓听，这样的背诵是没有人听的；要联系战争发展的情况，联系士兵和老百姓的生活，把战争的政治动员，变成经常的运动。这是一件绝大的事，战争首先要靠它取得胜利。”
1940年2月，国防最高委员会颁布了《修正各省市动员委员会组织大纲》，规定“动员委员会决定事项以交主管机关办理为原则”。
1942年3月29日国民政府颁布《国家总动员法》。1942年4月25日颁布《国家总动员会议组织大纲》，规定在行政院设立国家总动员会议。1942年6月22日行政院颁布《国家总动员法实施纲要》设置各地方的动员会议。1942年7月时，国防最高委员会和行政院明令各省市县动委会一律撤销，设置各省市县“动员会议”，每月开会一次，决议交各机关执行。

## 各地的组织机构
- “第二战区民族革命战争战地总动员委员会”（简称“战动总会”）：1937年9月20日在太原成立。
- 第五战区民众总动员委员会（简称“五战区总动委会”）：1937年10月12日李宗仁出任第五战区司令长官。长期抗日反蒋做上层联络统战工作的国民党左派元老朱蕴山早在1937年2月就亲到广西会见李济深、李宗仁，商谈一致抗日，出任李济深在香港发起的中华民族革命大同盟华北分盟主任；1937年8月朱蕴山在八路军南京办事处会见董必武、叶剑英，根据自己四去太原，推动阎锡山成立“牺盟会”的经验，提出在安徽组建民众总动员委员会的设想，得到董必武、叶剑英的赞同[6]。1937年10月朱蕴山在南京向李宗仁建议在第五战区组织民众总动员委员会，与中共合作抗战。李宗仁到徐州后，发布了坚持抗战、肃清汉奸、成立民众动员委员会、允许集会、军事行政征兵等政务廉洁公正等内容的《约法七章》。1937年11月底在徐州成立第五战区民众总动员委员会，李宗仁亲自任主任委员，总动委会驻地为徐州城隍庙（现青年路原公安局院内）。为半官方、半群众性组织[4]。李宗仁会见了中共苏鲁豫皖边区特委书记郭子化，达成协议允许中共在徐州设立办事处，同意发动民众抗战，聘请郭子化为总动委会委员。1937年11月，李宗仁批准在徐州举办第五战区抗日青年训练班第一期300名学员，班主任雷宾南，中共派遣陈筹任教员、匡亚明和佟子实任政治教官，在学员中发展了30名党员和一批团员；1938年1月毕业生以第五战区各县民众动员工作团（共计11个工作团）的名义派往各县，受各县动委会指导员（中共党员担任）指导。1938年2月27日，第五战区民众总动员委员会颁布各县、乡、镇自卫队组织办法规定：18岁至45岁的壮丁均须编入乡、镇自卫队，县成立自卫总队。1938年3月，第五战区游击总指挥部总指挥李明扬给了“第五战区人民抗日义勇队”的番号，委任张光中为队长，在沛县、滕县交界地区创建了四个大队的抗日武装，后发展为苏鲁人民抗日义勇队第一总队。[7]
  - 总动员委员会委员：战区司令长官部代表、国民党各省党部代表、各省政府代表、司令长官部所在地党政军各机关代表、各民众团体代表、社会有声望或特殊学识技能之热心人士。社会贤达代表郭子化（实际为苏鲁豫皖边区特委书记）
  - 秘书长刘汉川
  - 组织部：战区所属各省、县群众抗日团体必须得到组织部门的批准才能成立、工作。部长夏次叔，副部长赵光涛、总干事郭影秋（铜山工委书记），青年干事唐秉光（中共党员）、职工干事徐致雨（中共党员）、邵育才
  - 宣传部：部长晁庆祥
  - 后方勤务部：部长李明扬（第五战区游击总指挥部总指挥）
  - 总务部
  - 情报部
- 安徽全省战时民众动员委员会(简称省动委会、皖动委)：1938年1月13日，安徽省政府由安庆迁到六安；1月26日，按照战时军政统一的原则李宗仁兼任安徽省政府主席；2月12日李宗仁莅省，2月13日上午在六安行署大礼堂宣誓就任安徽省政府主席。做桂系上层统战工作的党员谢和赓向李宗仁推荐全国各界救国联合会“七君子”之一的章乃器出任省政府财政厅长，以表现桂系新政就连七君子人物也敢起用。1938年2月朱蕴山牵头向第五战区司令长官兼安徽省主席李宗仁建议组织总动员委员会。当时以方治、邵华为核心的CC系牢牢把持着省党部和教育部门，刚刚主持皖政的桂系与皖省民众联系薄弱。1938年2月23日在六安一品斋笔店业主夏悦斋住宅的省党部临时办公址，李宗仁亲自主持成立“第五战区战时民众总动员委员会安徽分会”[8]，省民政厅厅长张义纯兼任主任委员，章乃器任常委兼秘书统管全盘工作。[9]2月底李宗仁离六安回徐州指挥徐州会战，省民政厅长张义纯代理省政府主席。3月5日省动委会启用关防，开始办公。根据《第五战区动委会省分会组织条例》，在省“动委会”之下，各区分设办事处，由区行政督察专员兼任办事处主任；各县设县“动委会”，由县长兼任主任委员；县以下设“动委会”区、乡、镇分会，分别由区、乡、镇长兼任主任委员。长江局派遣何伟（长江局代表）、张劲夫、彭康、李世农、谭光廷、周新民、陈国栋、狄超白、魏文伯、孙以瑾、麦世法、詹运生、史迁、汪胜文、徐智雨、顾训芳、何兆玲、胡竺冰、史维岫、任道涵、李任之、李丰平等党员到六安、金寨，发展安徽地方党组织，组建中共安徽省工作委员会，书记彭康，宣传部长张劲夫[10]。安徽省工委建立了舒城、六安、寿县、太湖等中心县委，隐蔽在各地动委会或工作团内。驻皖桂系广西学生组成的“第五战区抗敌青年学生军团”有地下党支部。1938年3月17日，章乃器主要精力转向担任省财政厅长[11]，省动委会日常工作由朱蕴山、周新民实际分担。1938年5月14日六安陷落，6月7日迁至麻埠，7月17日再迁立煌(今金寨县)，7月17日代理省主席朱佛定兼任省动委主任委员。1938年9月底，李宗仁保荐桂系第二十一集团军总司令廖磊接任安徽省政府主席并兼省动委会主任委员。廖磊把“第五战区战时民众总动员委员会安徽分会”改称“安徽全省战时民众动员委员会”，排挤章乃器、朱蕴山、周新民等民主人士辞职，安排桂系嫡系主持省动委会各部室工作，动员工作的重点转向帮助桂系健全基层行政机构。1939年1月廖磊主持拟定并颁布《安徽省战时施政纲领》，要“切实推行政令，组训民众，动员民众”、“扩大民众运动”、“武装民众”等。1939年1月，省动委会增设了战时文化事业委员会和妇女工作委员会。1939年10月23日，廖磊因脑溢血突然离世。1939年10月31日第五战区副司令长官李品仙继任安徽省政府主席，1940年1月就任。正值第一反共高潮，李品仙下令彻底改组省动委会，中共中原局和鄂豫皖边区党委立即发出通知，要求动委会、工作团、行政机关、财政系统中的党员号召工作团员、抗日青年拒绝“受训”，至1940年3月共计3000余人秘密撤退到豫皖苏边、皖东、皖东北和皖中新四军抗日游击根据地。其中著名人士有省动委会总务部副部长童汉璋、省动委会文化事业委员会常委张百川、省参议会女参议员孙以瑾、寿县县长何德润、合肥县县长唐晓光、霍邱县县长谢骙、英山县动委会指导员魏文伯、桂系第一三八师政治部主任陈超琼、第一七一师政治部主任洪雪村、秘书李谦纯、六安县政府军事科科长杨效椿等。李品仙兼任省动委会主任委员，聘请25名动委会设计委员；省动委会原来的5个部缩减为组训、征调、救济、宣传、总务5个股；各专区动委会指导处“一律裁撤”，县以下之区乡镇动员分会“一律撤销”，各种工作团队集中调训，“其逾期未到者一律撤销原职及其组织”；把自卫队改称国民兵团，以行政督察区为单位，各督察专员兼任保安司令，对其辖区的国民兵统一指挥；县长兼任国民兵团团长，乡、镇长兼任国民兵团大队长，保长兼任国民兵团中队长。[12]县动委会成为最基层的动委会组织。[13]
  - 总务部部长朱蕴山，副部长童汉璋
  - 组织部部长沈子修，副部长兼总干事周新民（国民党元老，时任两湖监察行署秘书）[14]，主任干事张劲夫。在六安麻埠举办了4期干部训练班，周新民、狄超白任班主任。代理部长王贯之。
  - 宣传部部长光明甫，副部长兼总干事狄超白。编辑出版报刊和宣传手册，《大别山日报》、《六安日报》、《立煌抗日小报》、《舒城战报》、《霍邱日报》、《霍山日报》、《淮流》、《抗战艺术》、《抗战画报》、《淮上青年》等。作家臧克家和姚雪垠以第五战区记者身份在《淮流》上发表了不少抗日诗文。还专门编印宣传手册，并以墙报、画刊、救亡书店、演戏、歌咏等多种形式，广泛宣传抗日救国。
  - 情报部部长丘国珍（安徽省政府保安处中将处长兼），副部长黄宾一（黄埔五期，庐江人）
  - 后勤部部长常恒芳，副部长兼总干事朱子帆
  - 皖南办事处：于1938年4月15日设立皖南行政公署。1938年5月5日在屯溪成立省动委会皖南办事处。皖南行署主任戴戟兼主任委员，江玮、周世筠任副主任委员，党员余华实际负责。第三战区政治部主任谷正纲勒令安徽省动委会皖南办事处于1938年10月15日以前结束完毕。1938年10月30日，第三战区皖南民众总动员委员会成立，戴戟兼主任，国民党安徽省党部主任委员刘真如和金慰农担任副主任委员，接受第三战区和国民党安徽省党部的领导。
- 四川省动员委员会：1937年7月21在国民党四川省党部大院成立“四川省各界抗敌后援会”。1937年12月21日省政府代主席邓汉祥在成都主持成立“四川省动员委员会”，由省政府主席、省党部常务委员（或特派委员）、省政府各厅处长、国民军事训练委员会主任委员、驻军长官、兵役管区司令组成。省府主席兼任动委会主任委员。动委会设训练、宣传、兵员、军需、农产、资源、工商、财政金融、交通9组，另设事务室（下设文书、庶务、交际3股）。1938年11月改组为兵役、救济、物资、宣传4组及办公室；并行文要求省内各市县在一星期内组建各级动员委员会。截止1939年2月，“除重庆市划归行政院直辖外，全川一百三十七市县动委会全都成立”。[15]
- 湖北省动员委员会：1937年底颁布《湖北省动员委员会组织章程》，为“全省党政军联合指导动员业务机关”，设立组训股、征调股、救济股、宣传股、总务股。还颁布了各行政督察区动员委员会组织通则、各县动员委员会组织通则，规定以县长、国民党县党部书记长、兵役管区司令、国民兵团副团长、驻军长官及政治部主任为县动员委员会委员，县长为主任委员。[16]
- 山东省战时工作推行委员会(简称“省战工会”)：1940年8月山东省临时参议会选举产生山东省战时工作推行委员会，黎玉为首席组长。实际上是民选的省级抗日民主政权。1943年8月至9月，山东省临时参议会一届二次大会把省战工会更名为山东省战时行政委员会（简称省战委会），黎玉任主任，为山东全省行政领导机关。[17]
- 陕甘宁边区战时动员委员会：1937年10月25日，毛泽东同英国记者贝特兰谈话时把整个抗战时期中共民众动员的基本口号概括为“全面的全民族的抗战”[18]。1938年中共扩大的六届六中全会决定各级党委专门设立民运部，民运部组织工人、农民、青年、妇女等委员会、抗日协会等民众团体。青救会是非党的青年群众的团体，不分党派、信仰、宗教、阶级、籍贯，凡是赞同抗日的青年、儿童，从7岁至23日都可加入，开展扫盲、文化宣传、抬运伤员、禁烟、拥军拥属、代抗属耕田、群众武装等工作。在边区，18岁以上参加非脱产的群众武装组织“青年自卫军”；14-18岁参加少年先锋队；7-14岁参加抗日儿童团。自下而上组织起边区妇救会，开展扫盲、纺织与副业生产、妇幼保健、帮助抗属妇女、培养生长基层妇女干部等活动。边区各级工会均实现工人直选产生，落实了八小时工作制、做六休一、劳资协商工资、工伤与产假等劳动保障。[19]1941年1月，陕甘宁边区政府聘请王首道（中共中央办公厅）、叶季壮（军委总后勤部）、莫文骅（八路军留守兵团）、唐洪澄（边区政府民政厅）、吕振球（边区保安司令部）、高长久（边区总工会）、刘景范（边区政府民政厅）、谭生彬（边区政府民政厅）组成。主任刘景范，副主任谭生彬。1941年5月9日边区政府正副主席和民政厅联合正式颁布《陕甘宁边区战时各级动员委员会组织规程》。动委会具体任务范围为：限于军事或修筑飞机场公路的工程动员、限于军需品或伤病员或公粮的运输动员、其他财力物力人力的动员以政府法令为准；要做到“公平与合理负担”“不致使人民负担过重以及发生苦乐不均的现象”。边区政府颁布了诸多直接与动员有关的法规、文件，“要把动员制度建立起来，要统一动员，合理动员，有组织的动员，节省人力物力。”1941年12月改组为高岗（西北局书记）、萧劲光（八路军留守兵团司令员）、南汉宸（边区政府财政厅长）、柳湜（边区政府教育厅长）、高自立（边区政府建设厅长）、王世泰（边区保安司令部司令员）、方仲如（中共中央管理局局长）、叶季壮（军委总后勤部部长兼政委）、刘景范（边区政府民政厅长）组成；主任委员刘景范，秘书周克庄。1942年1月修正公布《陕甘宁边区战时动员壮丁与牲口条例》（修正）。边区政府尽力发挥戏剧在政治动员上的作用。埃德加·斯诺写[20]“这些剧团使我奇怪的不是他们向世界提供什么有艺术价值的东西，显然他们没有，而是他们设备这么简陋，可是却能满足真正的社会需要。”1943年3月中共中央文委确立了戏剧运动“为战争、为生产与教育服务”的总方针。